# Fanny Smets
Fanny Smets, née le 21 avril 1986, est une athlète belge, spécialiste du saut à la perche.

## Biographie
Elle détient le record de Belgique du saut à la perche avec 4,53 m.
Le 27 juillet 2017, à Leverkusen, elle porte le record de Belgique à 4,46 m. Grâce à cette performance, elle est sélectionnée le lendemain pour participer aux Championnats du monde de Londres.
Après avoir à nouveau battu le record national du saut à la perche indoor féminin en janvier 2021, elle améliore encore, le mois suivant, cette marque lors des Championnats de Belgique en salle à Louvain-la-Neuve pour la porter à 4,53 m.

## Palmarès
| Date | Compétition                       | Lieu             | Résultat | Marque |
| ---- | --------------------------------- | ---------------- | -------- | ------ |
| 2013 | Universiade                       | Kazan            | 3e       | 4,30 m |
| 2013 | Jeux de la Francophonie           | Nice             | 2e       | 4,40 m |
| 2017 | Ligue de diamant                  | Ligue de diamant | 12e      | 4,45 m |
| 2019 | Championnats d'Europe par équipes | Sandnes          | 4e       | 4,36 m |
| 2021 | Championnats d'Europe en salle    | Toruń            | 7e       | 4,45 m |

| Outdoor | 2006 | 2007 | 2008 | 2009 | 2010 | 2011 | 2012 | 2013 | 2014 | 2015 | 2016 | 2017 | 2018 | 2019 | 2020 | 2021 |
| ------- | ---- | ---- | ---- | ---- | ---- | ---- | ---- | ---- | ---- | ---- | ---- | ---- | ---- | ---- | ---- | ---- |
| Perche  | –    | –    | 1re  | 1re  | 1re  | 1re  | –    | 1re  | –    | 2e   | 1re  | 1re  | –    | 1re  | –    |      |
| Indoor  | 2006 | 2007 | 2008 | 2009 | 2010 | 2011 | 2012 | 2013 | 2014 | 2015 | 2016 | 2017 | 2018 | 2019 | 2020 | 2021 |
| Perche  | 5e   | 3e   | 1re  | 1re  | 1re  | 1re  | 2e   | –    | 2e   | 2e   | 1re  | 1re  | 1re  | –    | 1re  | 1re  |

## Records
| Épreuve          | Épreuve   | Marque      | Lieu             | Date            |
| ---------------- | --------- | ----------- | ---------------- | --------------- |
| Saut à la perche | Plein air | 4,51 m (NR) | Huizingen        | 24 août 2019    |
| Saut à la perche | En salle  | 4,53 m (NR) | Louvain-la-Neuve | 20 février 2021 |